# Santoche
Santoche est une ancienne commune française située dans le département du Doubs en région Bourgogne-Franche-Comté.
Les habitants de Santoche sont appelés les Santochois et Santochoises.
Le 1er janvier 2017, elle fusionne avec Clerval pour former la commune nouvelle de Pays de Clerval.

## Géographie

### Localisation
Santoche est un quartier de Pays de Clerval.

## Toponymie
Centusca en 1147 qui se traduit par "lieu saint";
Centuscha en 1177 ;
Centoche devant Clerevaltz en 1310 ;
Centoches en 1395 ;
Centoche en 1424 ;
Cendoche en 1475 ;
Centoiche en 1600 ;
Centoche en 1671.

## Histoire
- Evénement local du 7 juillet 1944. Un train de onze wagons déraille sur la commune de Santoche des suites d'un sabotage de la voie par des résistants locaux. Le train qui allait en direction de Pompierre-sur-Doubs a quitté sa voie et a dévalé un talus pour finir sa route retourné six mètres plus bas. Les deux personnes présentent dans le train sont mortes écrasées.
- Le dolmen de Santoche est classé au titre des monuments historiques en 1974[2].
- Le 19 avril 1985 la première pierre de la salles des fêtes de Santoche est posée. Elle sera achevée le 13 septembre de la même année puis inaugurée officiellement lors de la fête patronale quinze jours après.

## Politique et administration

### Liste des maires
| Période                                  | Période       | Identité           | Étiquette | Qualité |
| ---------------------------------------- | ------------- | ------------------ | --------- | ------- |
| Les données manquantes sont à compléter. |               |                    |           |         |
| mars 2001                                | 2014          | Christian Buriez   |           |         |
| mars 2014                                | décembre 2016 | Jean-Claude Vermot | SE        | Cadre   |

## Population et société

### Démographie
L'évolution du nombre d'habitants est connue à travers les recensements de la population effectués dans la commune depuis 1793. À partir du 1er janvier 2009, les populations légales des communes sont publiées annuellement dans le cadre d'un recensement qui repose désormais sur une collecte d'information annuelle, concernant successivement tous les territoires communaux au cours d'une période de cinq ans. 
Pour les communes de moins de 10 000 habitants, une enquête de recensement portant sur toute la population est réalisée tous les cinq ans, les populations légales des années intermédiaires étant quant à elles estimées par interpolation ou extrapolation. Pour la commune, le premier recensement exhaustif entrant dans le cadre du nouveau dispositif a été réalisé en 2004,.
En 2014, la commune comptait 87 habitants, en évolution de +11,54 % par rapport à 2009 (Doubs : +2,04 %, France hors Mayotte : +2,49 %).
| 1793 | 1800 | 1806 | 1821 | 1831 | 1836 | 1841 | 1846 | 1851 |
| ---- | ---- | ---- | ---- | ---- | ---- | ---- | ---- | ---- |
| 59   | 61   | 70   | 65   | 53   | 62   | 54   | 57   | 53   |

| 1856 | 1861 | 1866 | 1872 | 1876 | 1881 | 1886 | 1891 | 1896 |
| ---- | ---- | ---- | ---- | ---- | ---- | ---- | ---- | ---- |
| 41   | 51   | 45   | 46   | 43   | 38   | 45   | 41   | 33   |

| 1901 | 1906 | 1911 | 1921 | 1926 | 1931 | 1936 | 1946 | 1954 |
| ---- | ---- | ---- | ---- | ---- | ---- | ---- | ---- | ---- |
| 29   | 25   | 24   | 39   | 34   | 36   | 36   | 42   | 33   |

| 1962 | 1968 | 1975 | 1982 | 1990 | 1999 | 2004 | 2009 | 2014 |
| ---- | ---- | ---- | ---- | ---- | ---- | ---- | ---- | ---- |
| 31   | 35   | 51   | 74   | 77   | 68   | 86   | 78   | 87   |

## Économie
Santoche compte deux entreprises sur son territoire: Profialis et la fromagerie Ermitage.

## Culture locale et patrimoine

### Lieux et monuments
- Le dolmen de Santoche, classé au titre des monuments historiques en 1974[2]. Il s'agit de sépultures collectives. Ces monuments ont été édifiés entre 3000 et 2000 avant Jésus-Christ (c'est-à-dire durant la période néolithique). Lors de fouilles en 1969 des restes de plusieurs dizaines de personnes ajoutés les uns sur les autres ont été mis au jour.
- Chapelle Saint Ermenfroy (ou Ermenfroi). Elle fut édifiée sur un temple païen (gallo-romain). Son origine est attestée dès le VIIe siècle et en fait d'elle le lieu de culte chrétien le plus ancien de la région. L'édifice actuel fut bâti en 1556 et ruiné durant la guerre de Dix Ans puis restauré en 1671 (comme l'indique la date gravée au-dessus de la porte d'entrée). Le lieu attire un grand nombre de pèlerins jusqu'en 1810 venus vénérer les reliques de saint Ermenfroy (déposées au IXe siècle).

À la fin du XIXe siècle la chapelle est abandonnée et est transformée en remise agricole. C'est en 1930 qu'elle reprend sa vocation première. Son clocheton date de 1993, son auvent de 1996 et une nouvelle porte d'entrée fut posée en 2007. Une rosace gothique de pierre, finement ciselée (datée de 1556) fut découverte il y quelques années, elle se situe derrière le maitre-autel et nécessite d'importants travaux de restaurations pour la remettre à jour.

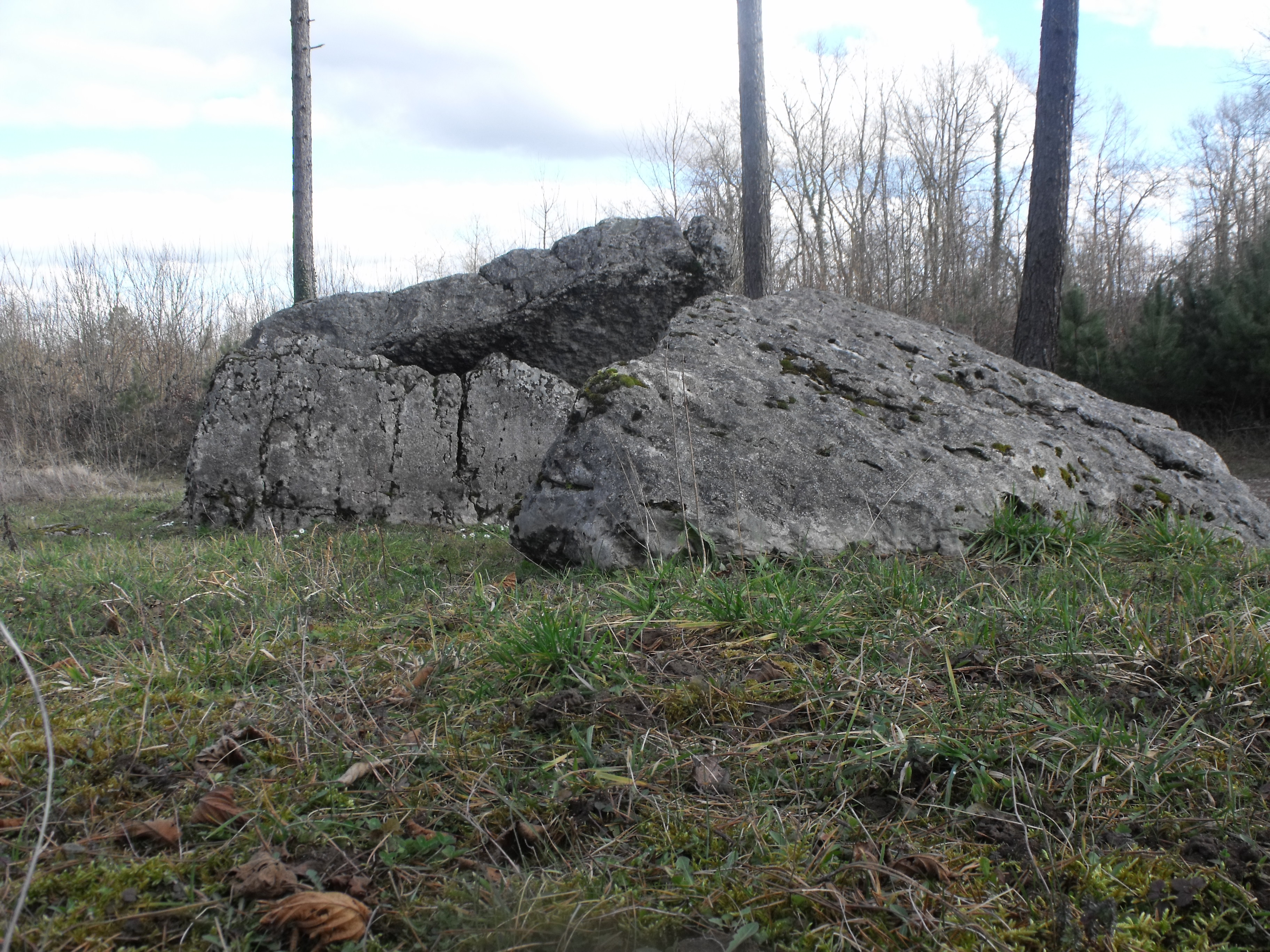
Dolmen.
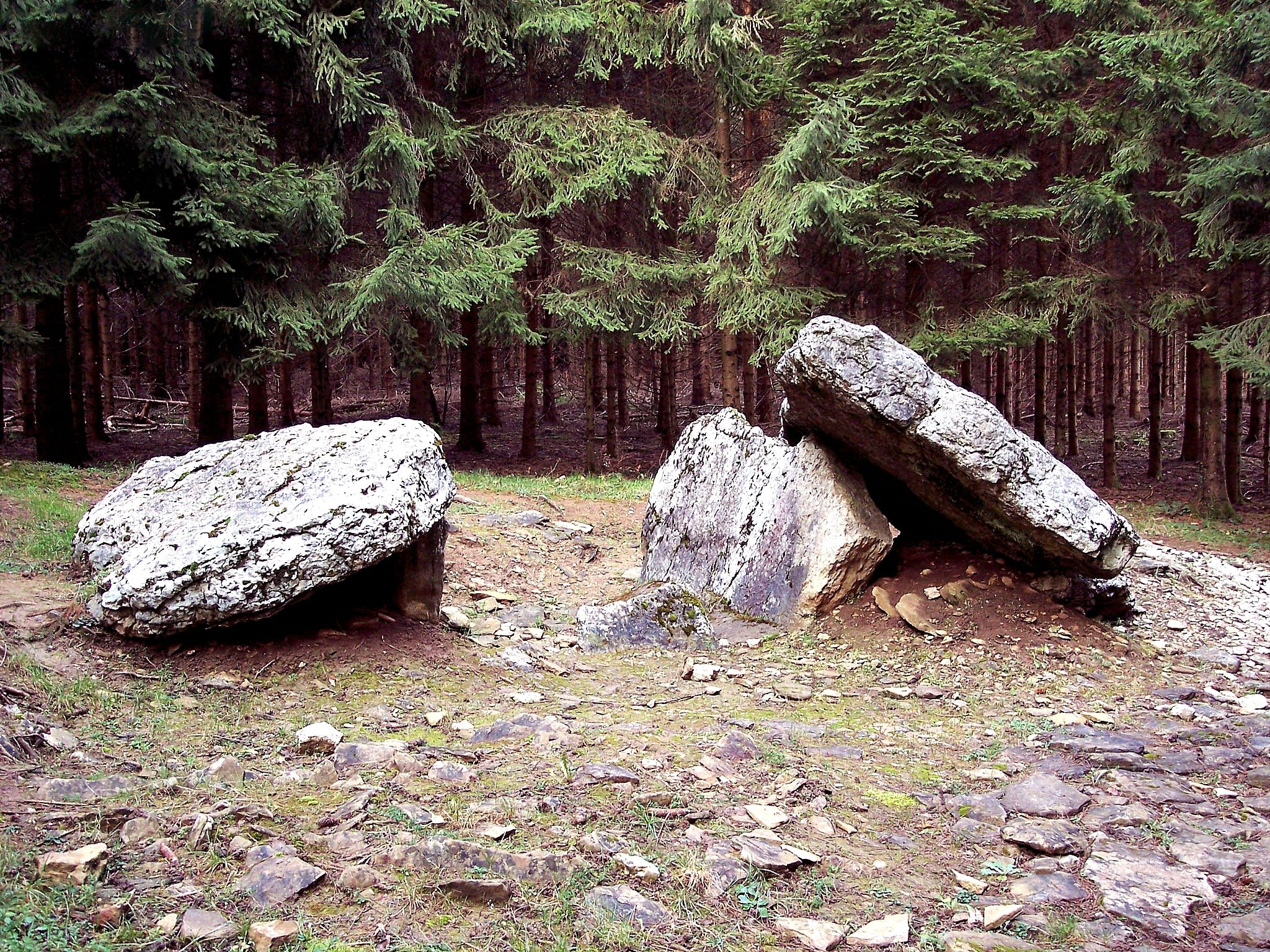
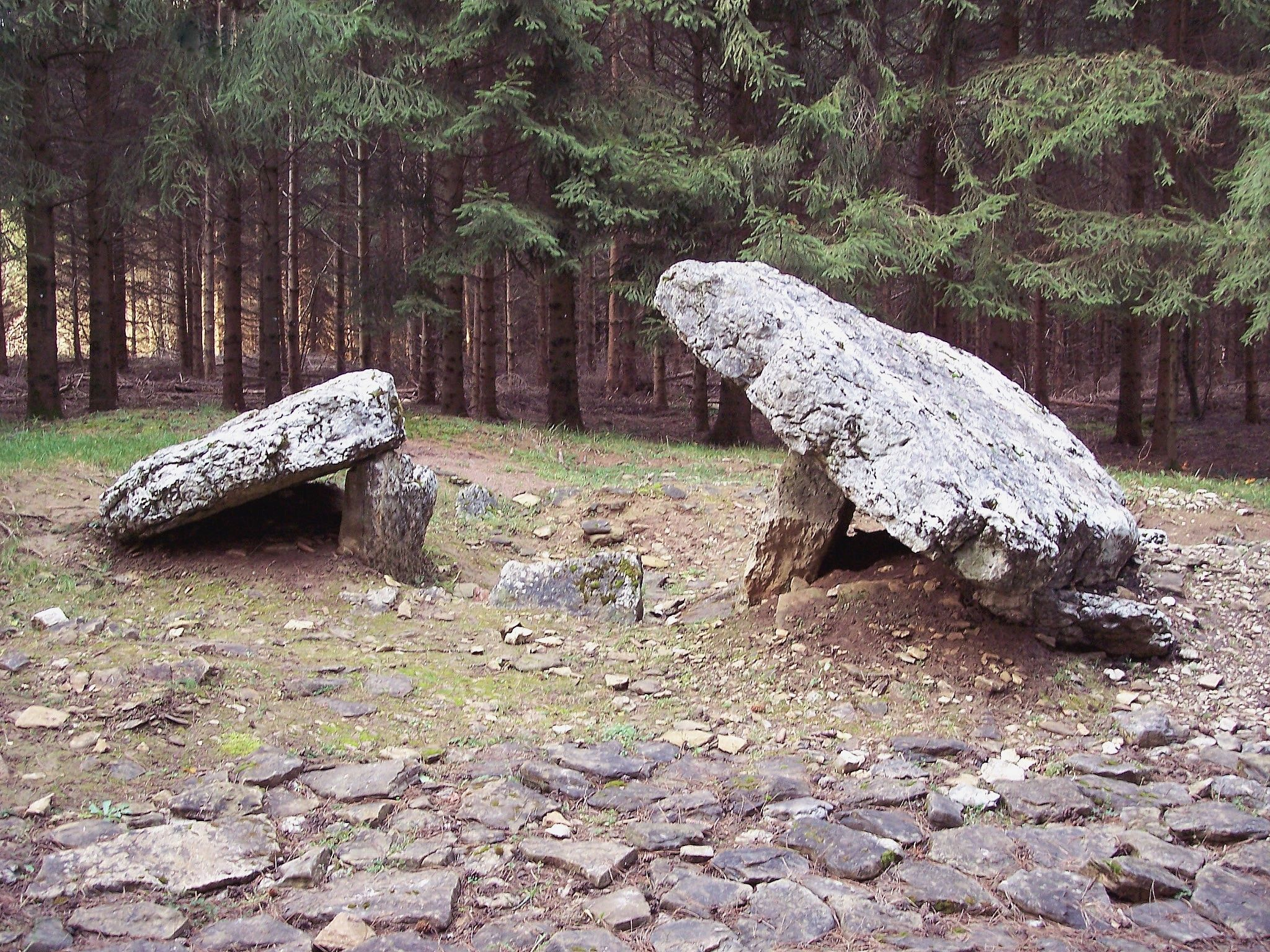
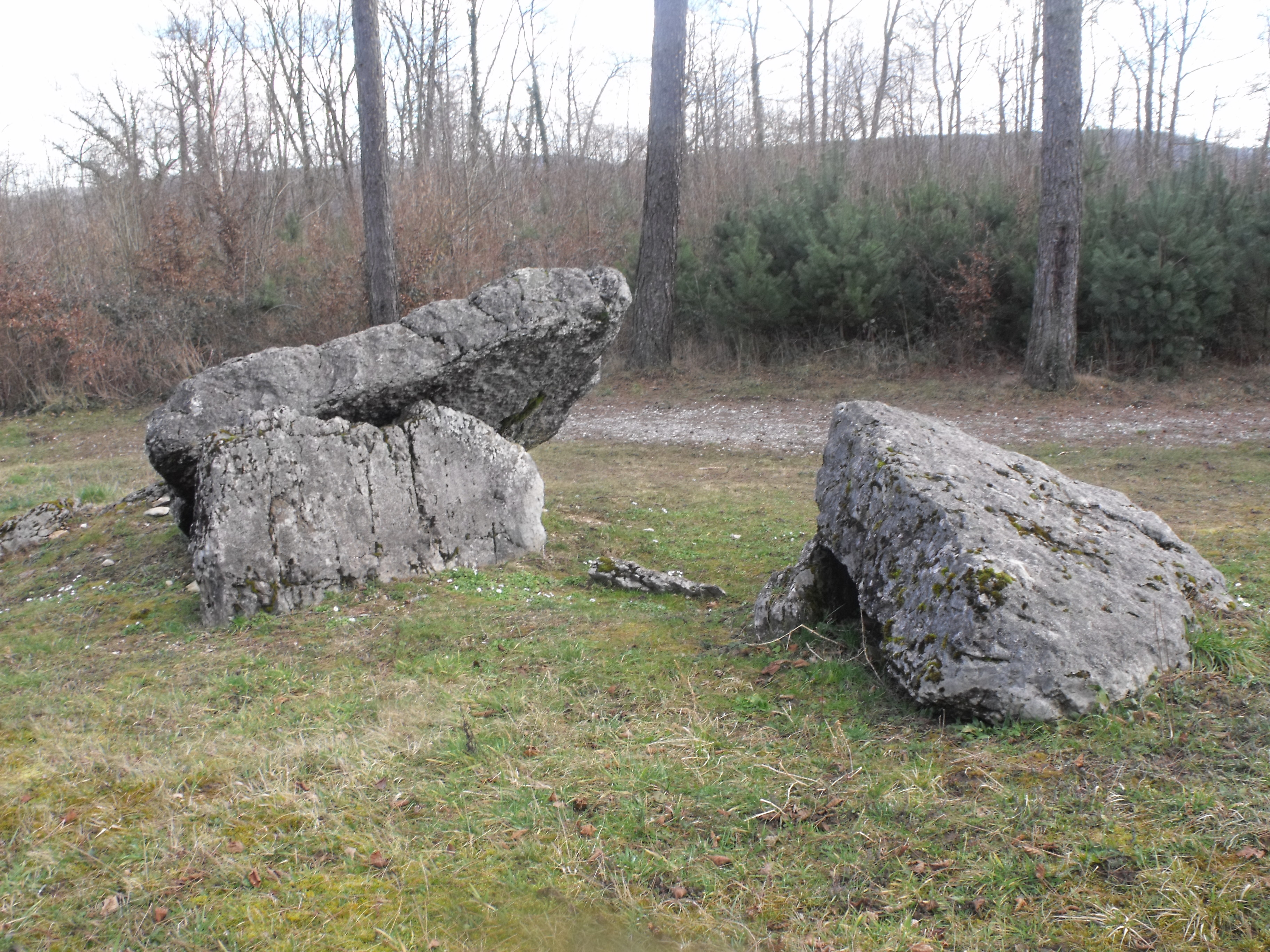
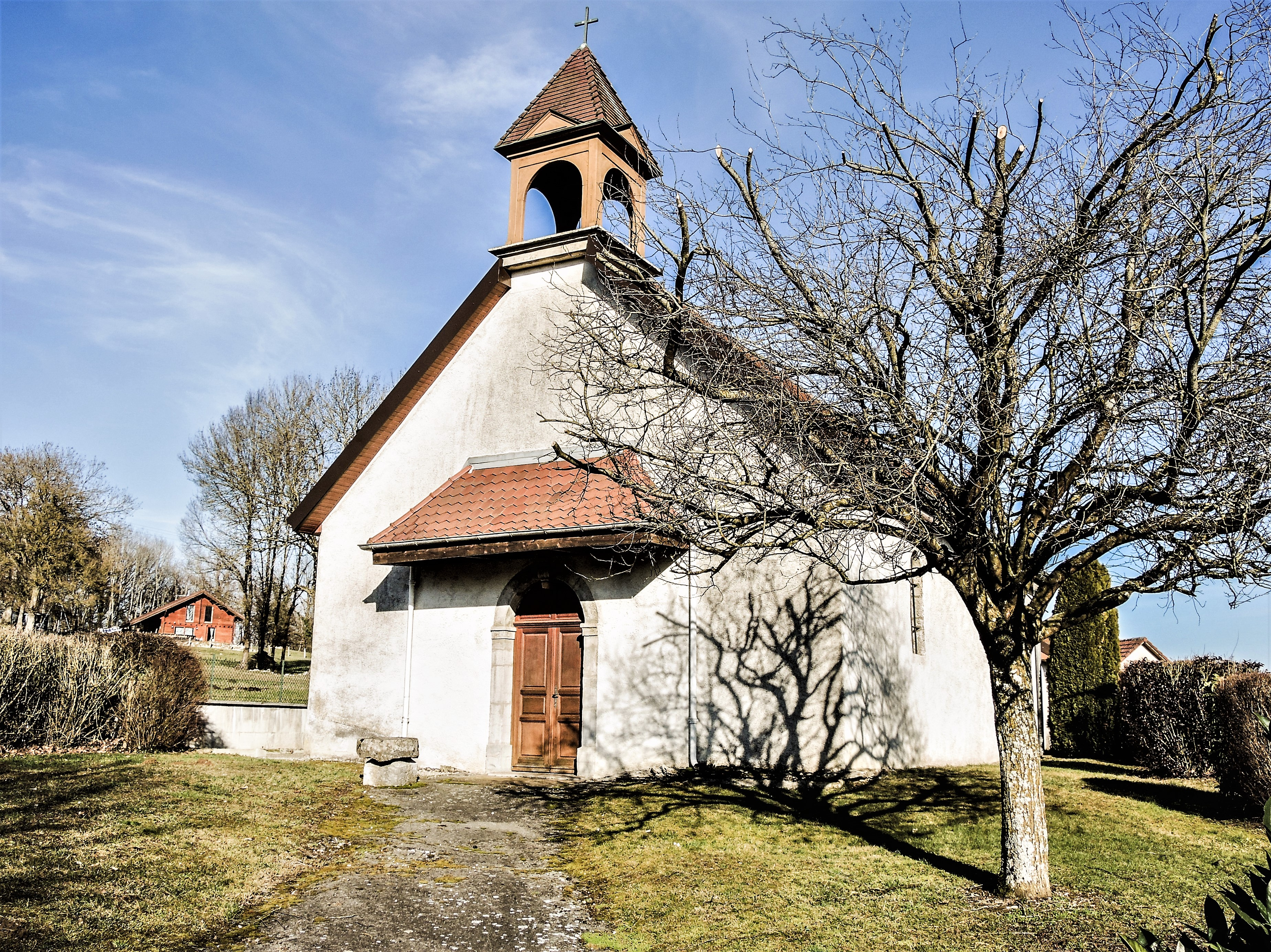
Chapelle saint Ermenfroi.

### Personnalités liées à la commune

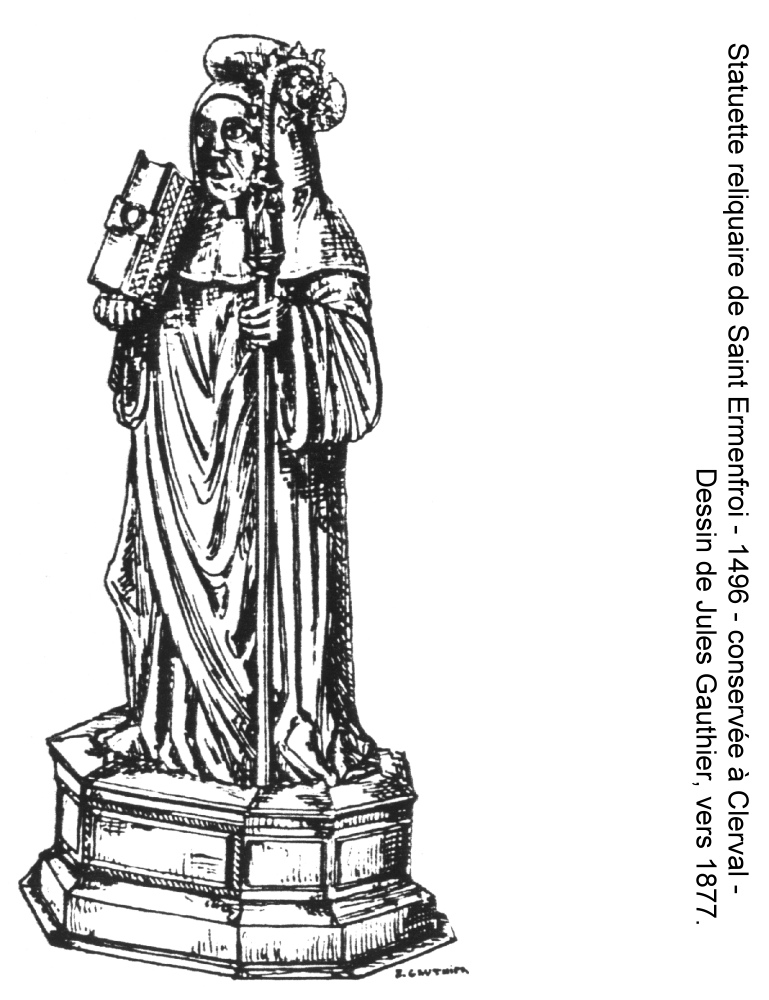
Dessin du reliquaire de saint Ermenfroi datant de 1496

- Saint Ermenfroy (ou Ermonfroi)Il fut moine de Luxeuil, abbé de Cusance au VIIe siècle et saint patron de Santoche. Sa fête liturgique est le 25 septembre. Il naît au début du VIIe siècle dans une famille noble, riche et puissante du Comté de Bourgogne. Habitant dans un château proche de Clerval il se rend chaque dimanche avec sa famille à Santoche où se trouvait alors le seul lieu de culte chrétien de la région. Plus tard, il décide de se dépouiller de toutes ses richesses et d'entrer au monastère de Luxeuil. Il y devient prêtre puis décide de faire construire un  monastère à Cusance, il y demeurera quarante années avant de mourir vers 670. Aujourd'hui il est encore célébré dans le diocèse de Besançon chaque 25 septembre. Ses reliques se trouvent dans une chasse au-dessus du maître-autel au sein une chapelle latéral placée sous son vocable dans l'église voisine de Clerval. Une statuette du saint en argent doré datant de 1496 renferme également une partie de ses reliques. La statue fut classée au titre de Monuments historiques le 17 juin 1901, elle est visible dans les trésors de la cathédrale de Besançon.